# Lotyšská lidová fronta

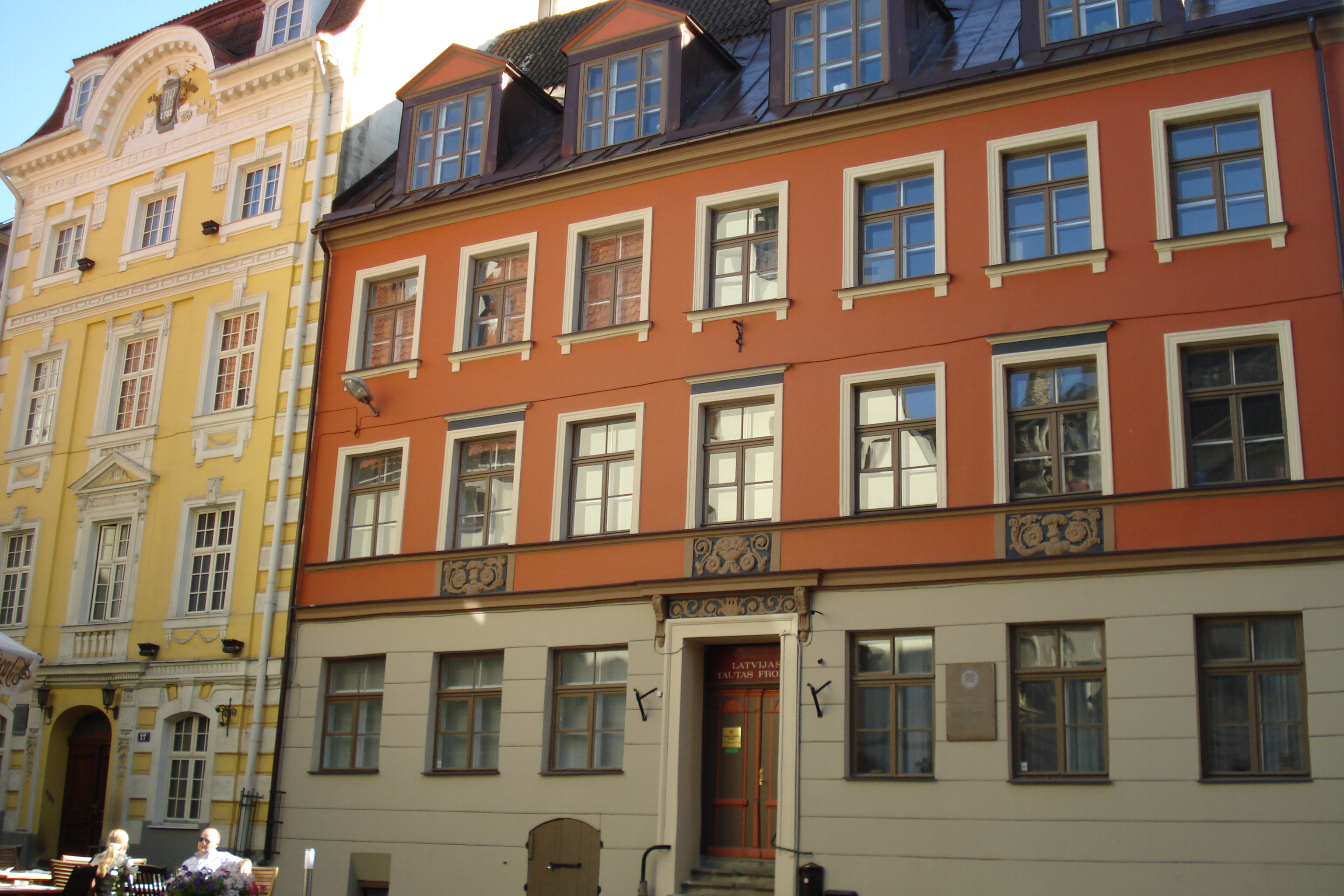
Sídlo Lidové fronty v Rize, dnes její muzeum

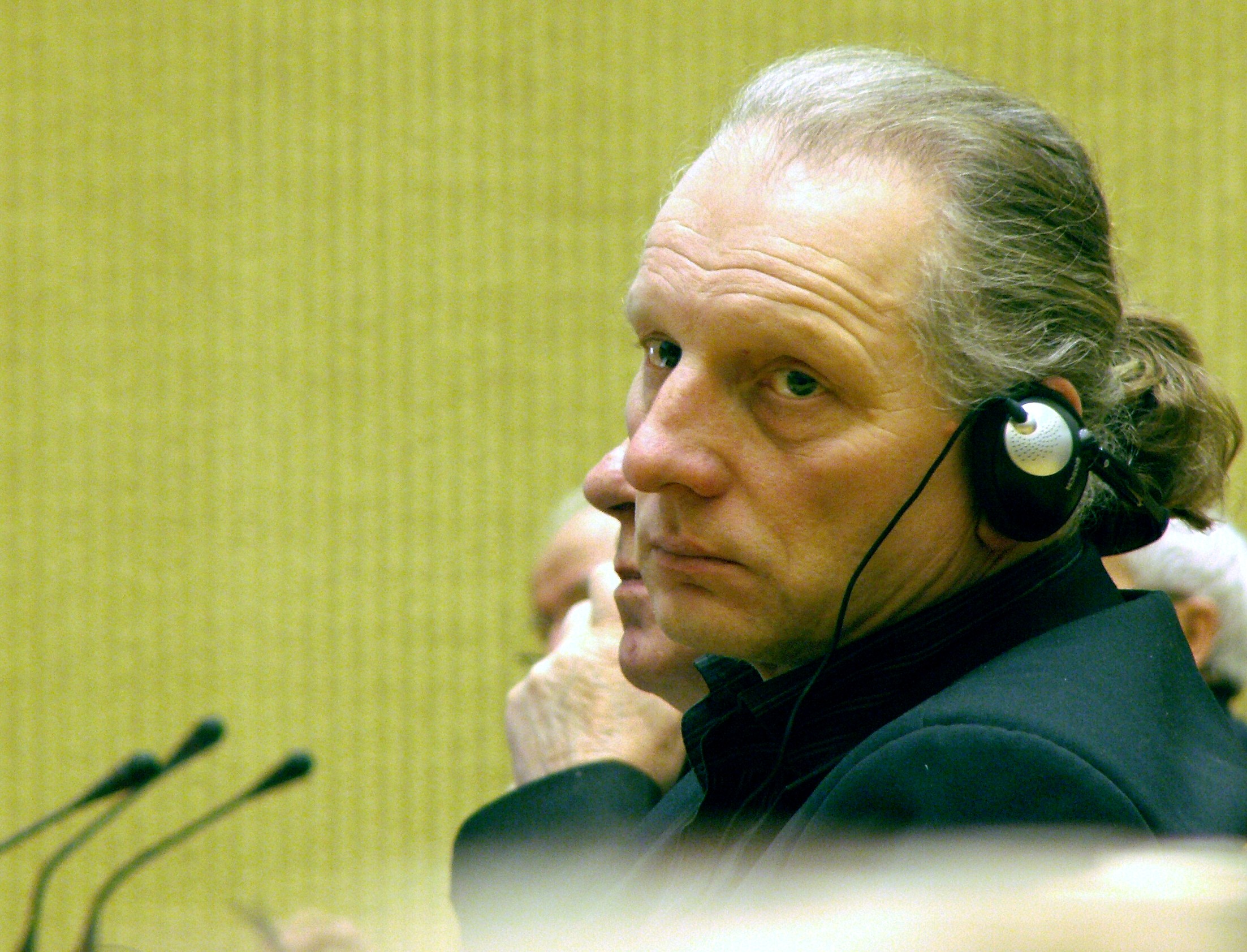
Dainis Īvāns, první předseda

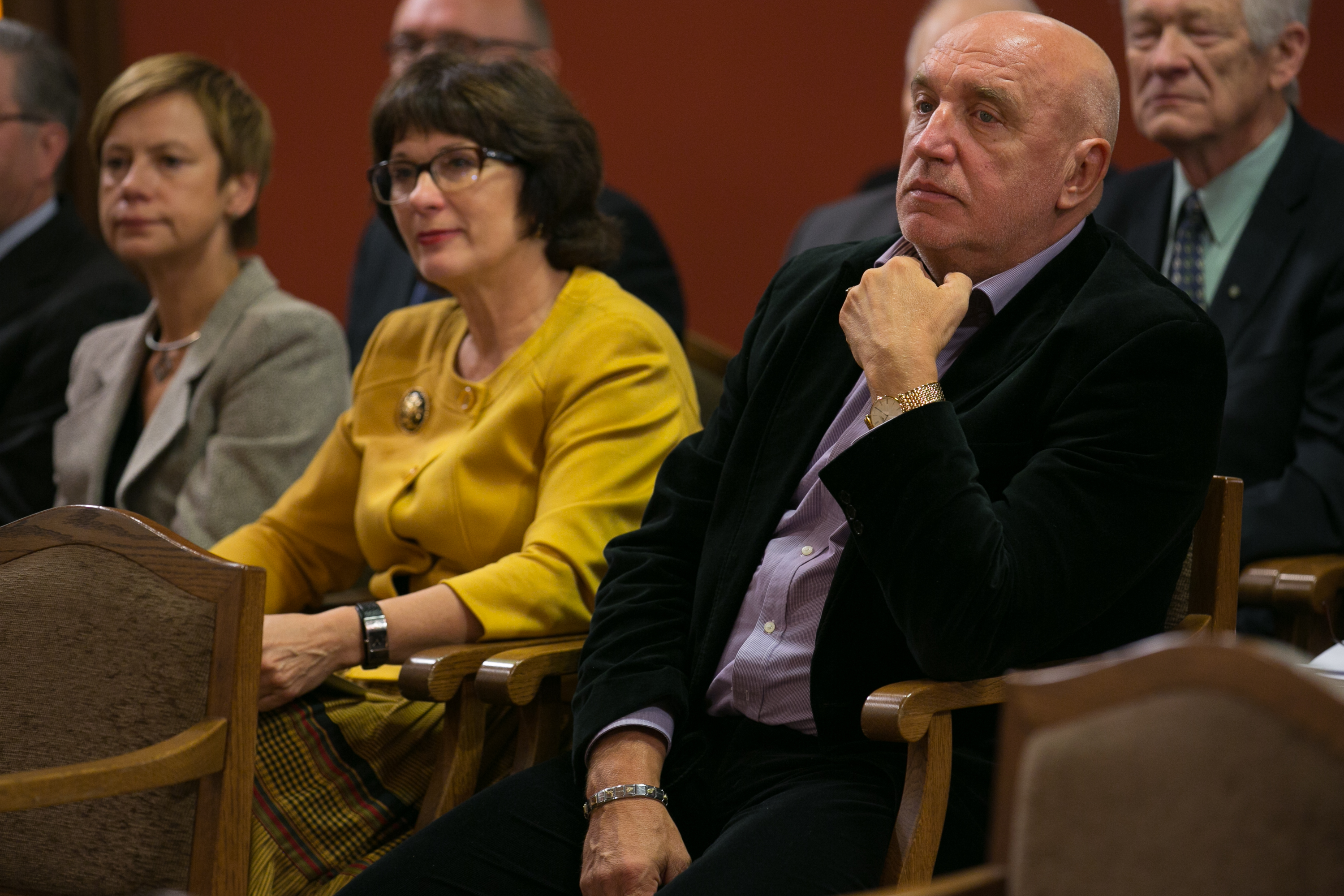
Ivars Godmanis, klíčová osobnost Fronty

Lotyšská lidová fronta (lotyšsky: Latvijas Tautas fronte) bylo lotyšské politické hnutí a později politická strana aktivní na konci 80. a na začátku 90. let 20. století. V Lotyšsku sehrála výraznou úlohu během procesu pádu komunismu, rozpadu Sovětského svazu, v takzvané Zpívající revoluci v Pobaltí a v obnovení samostatnosti Lotyšska. Hnutí mělo své protějšky v dalších pobaltských zemích: Sąjūdis v Litvě a Estonská lidová fronta v Estonsku, inspirovalo i jiná hnutí v sovětském světě, například Lidovou frontu Moldavska (Frontul Popular din Moldova) nebo Běloruskou lidovou frontu (Беларускі Народны Фронт "Адраджэньне").

## Dějiny
Tautas fronte vznikla 9. října 1988. Stala se největší opoziční, protisovětskou organizací v Lotyšsku, byť její postavení nebylo opoziční plně, v raných dobách volala spíše po větší autonomii uvnitř Sovětského svazu než po samostatnosti a měla také podporu některých komunistů, včetně perestrojkového vůdce lotyšských komunistů Anatolijse Gorbunovse. Na pozice plné samostatnosti se přesunula během roku 1989, oficiální prohlášení, že samostatnost je jedinou cestou pro Lotyšsko, vydala 31. května 1989.
Na konci 80. let měla Fronta 250 000 členů. Nebyla jen etnicky lotyšská, oslovila i neruské menšiny v Lotyšsku, pro něž prosazovala školní vzdělávání v jiných jazycích než v lotyštině a ruštině. Měla i svůj tiskový orgán, deník Atmoda (v překladu: Obrození), který vycházel v letech 1989-1992.
Dne 18. března 1990 se v Lotyšsku konaly první svobodné volby od roku 1934. Koalice vedená Tautas Fronte získala 138 z 201 křesel v Nejvyšším sovětu, což jí dávalo více než dvoutřetinovou většinu potřebnou ke změně ústavy. První zákon přijatý novým Nejvyšším sovětem (4. května 1990) deklaroval záměr Lotyšska obnovit nezávislost. Předseda Tautas fronte Dainis Īvāns se stal místopředsedou parlamentu a jeho zástupce Ivars Godmanis předsedou vlády. Mnoho dalších členů Tautas fronte zaujalo klíčové pozice ve vládě Lotyšska.
Obavy ze sovětského vojenského zásahu byly ovšem velké, zvláště poté, co k takovému zásahu došlo v sousední Litvě v lednu 1991 (tzv. lednové události). Fronta tehdy vyzvala občany ke stavění barikád před významnými úřady, lednové události v Lotyšsku se proto obvykle nazývají "Barikády" (Barikādes). Pokus o puč v Moskvě v srpnu 1991 nakonec změnil mocenské poměry i tam, kontrolu převzal Boris Jelcin nakloněný rozpadu Sovětského svazu, a to uvolnilo cestu k nezávislosti i v Lotyšsku.
Politici Fronty se pak stali architekty reforem, jejichž cílem byl přechod od centrálně řízené socialistické ekonomiky k volnému trhu. Ekonomická transformace byla velmi obtížná, hrubý domácí produkt Lotyšska se od roku 1990 do roku 1993 snížil na polovinu. S tím poklesla popularita Godmanisova kabinetu i Lidové fronty. Mnoho politiků ji opustilo a založilo nové politické strany, aby se vyhnuli spojení s nepopulární vládou. V červnu 1993 se v Lotyšsku konaly první volby do parlamentu od obnovení nezávislosti. Lidová fronta vedená Godmanisem zcela propadla, když získala pouhých 2,62 % hlasů a do parlamentu se vůbec nedostala. Roku 1993 se přetvořila v nepříliš úspěšnou Křesťanskou lidovou stranu (Kristīgā Tautas partija), jež sama sebe definitivně rozpustila roku 1999.
V Rize se dnes nachází Muzeum Lidové fronty, v jejích bývalých kancelářích na adrese Vecpilsētas iela 13/15.